# Chelsea Connor
Chelsea Connor est une herpétologue dominiquaise, créatrice de la Black Birders Week (« (semaine des ornithologues noirs ») aux États-Unis.

## Biographie
Chelsea Connor naît en Dominique,. Elle est noire et se définit comme queer.
Elle étudie à l'université d'État du Midwest, où elle est diplômée avec une majeure en biologie et une mineure en art. Elle se spécialise en herpétologie, étudiant les intersections entre l'alimentation des espèces natives et invasives d'anolis en Dominique,. Sur Twitter, elle fait un travail de vulgarisation scientifique au sujet des anolis. Elle affirme être la seule femme noire à étudier les anoles, et la seule Dominicaine.
En 2019, elle commence à pratiquer l'ornithologie en amateur.
En mai 2020, après l'incident de l'ornithologue de Central Park, elle lance le hashtag #BlackInNature, sur lequel elle encourage des personnes noires à publier des photos de personnes noires pratiquant des disciplines STIM dans la nature. 
Elle crée ensuite la Black Birders Week (en) (semaine des ornithologues noirs),,. Le groupe qui lance l'initiative avec elle inclut Corina Newsome, Anna Gifty Opoku-Agyeman, Sheridan Alford, Danielle Belleny, Joseph Saunders et Tykee James, ; l'idée originale est de Anna Gilfty Opoku-Agyeman. Ils sont également soutenus par la société nationale Audubon.
Elle continue alors à militer pour un environnement plus sécurisé pour les personnes noires dans les milieux naturels, souvent victimes de discriminations et d'agressions,. Elle déménage également dans l'Ouest du Texas.